# Cultura de Tayikistán
La cultura de Tayikistán fue originalmente compartida con la de Uzbekistán pero, durante la era comunista, la fábrica cultural de la región fue interrumpida por el liderazgo soviético, el cual impuso fronteras artificiales y la noción de 'estado-nación', algo que no existía hasta ese momento. Esto no ha sido completamente negativo, ya que a Tayikistán se le conoció por su pasión al teatro y sus novelistas famosos durante la era soviética. Entre estos escritores hubo individuos que trataron de purificar el idioma tayiko atándolo más con persa y eliminando las palabras "prestadas" árabes.
La mayor parte de los ciudadanos de Tayikistán son musulmanes. El impacto del islam ha crecido en años recientes, y fue un lazo fuerte durante los años de pelea contra la Unión Soviética y durante la guerra civil. Históricamente, mucha de la cultura tayika está ligada a la de Persia ya que a través de los siglos, dicho imperio ocupó esta región dándole vida a escritores, científicos y poetas persas tales como Ibn Sina, Firdusi, Rudaki y Omar Khayyam. Las denominaciones cristianas más grandes de acuerdo con la Enciclopedia Cristiana Mundial son la iglesia ortodoxa rusa, la iglesia luterana reformada y la iglesia ortodoxa ucraniana.

## Galería

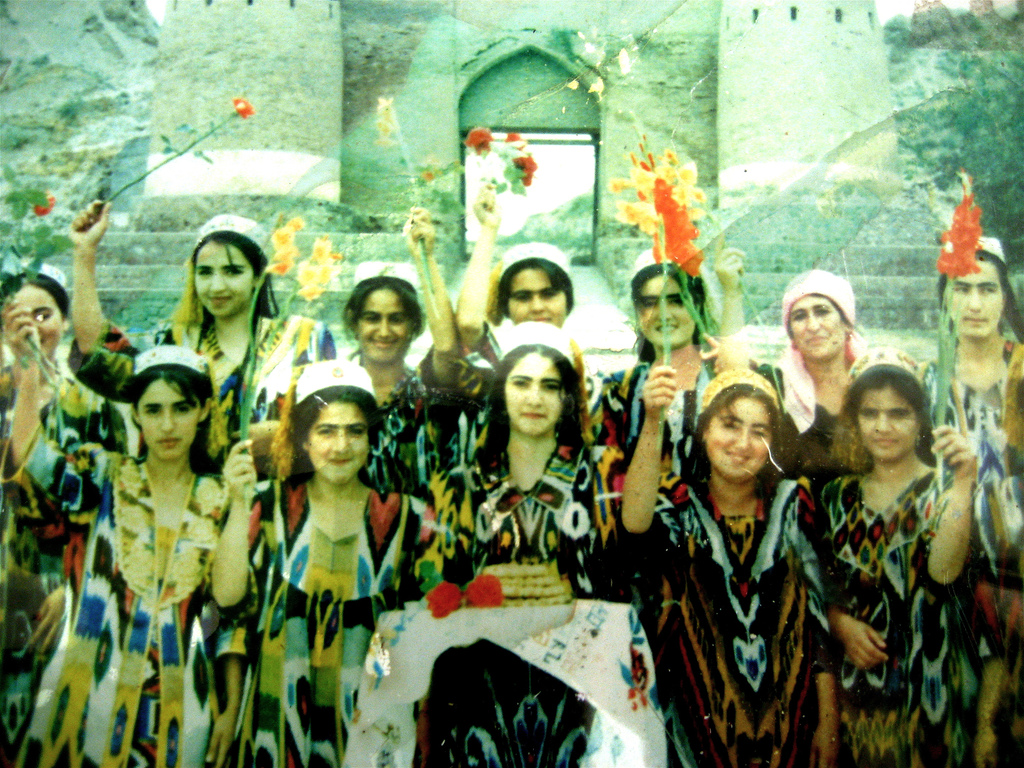
Mujeres tayikas con vestidos tradicionales
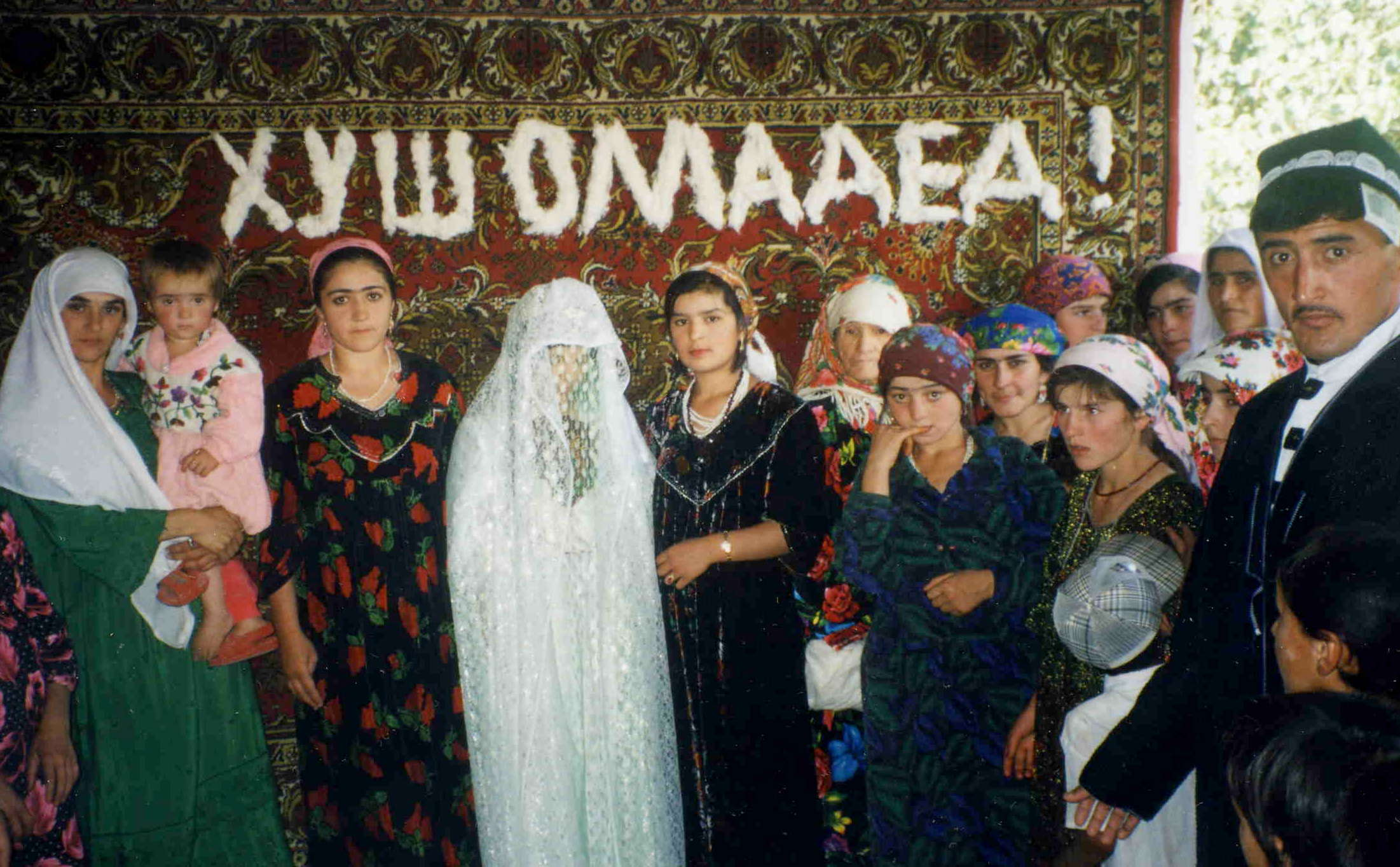
Boda tradicional
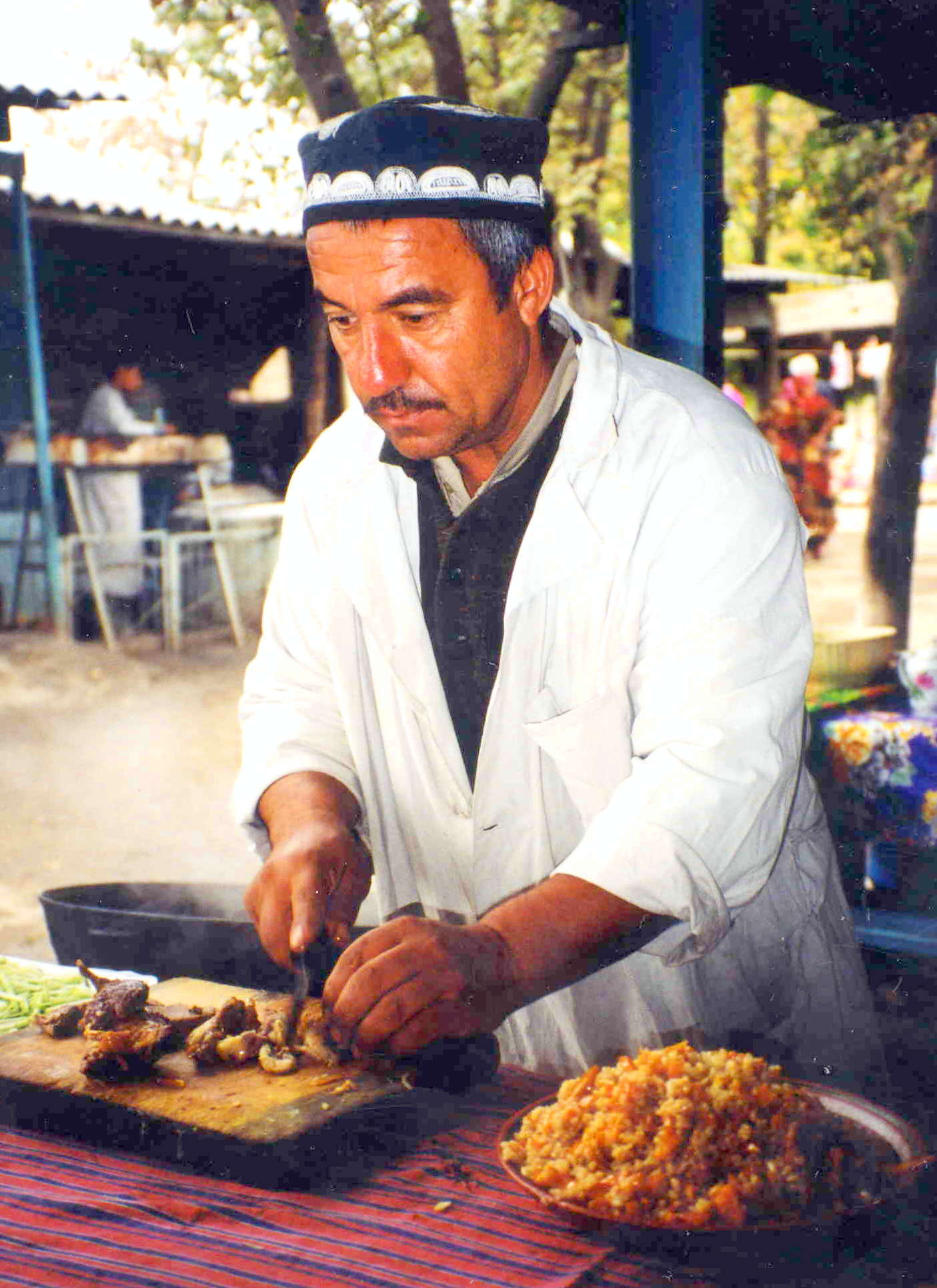
Hombre cocinando "Plov", plato nacional

- Datos: Q2997236
- Multimedia: Culture of Tajikistan / Q2997236